# Pedro de Orrente
Pedro de Orrente (Murcia, bautizado el 18 de abril de 1580-Valencia, 19 de enero de 1645) fue un pintor barroco español, natural de Murcia pero formado en Toledo. Por Jusepe Martínez, quien seguramente llegó a conocerlo, consta que completó su formación en Italia con Leandro Bassano, cuya influencia se advierte inequívocamente en su obra junto con la de otros maestros italianos, lo que unido a sus constantes desplazamientos dentro de la península hace de Orrente un artista clave en la formación y difusión del naturalismo tanto en Castilla como en Valencia.

## Biografía
Hijo de Jaime de Horrente, mercader de origen marsellés establecido en Murcia en 1573, donde casó con Isabel de Jumilla, Orrente fue bautizado el 18 de abril de 1580 en la iglesia de Santa Catalina de esa misma ciudad. Consta documentalmente la relación amistosa de su padre con un Juan de Arizmendi, pintor de quien nada más se sabe, que quizá fuese el primer responsable de su formación antes de abandonar Murcia. En 1600 se encontraba ya en Toledo donde contrató, «libre y fuera de curaduría», el retablo de la Virgen del Saz en la villa de Guadarrama (Madrid), obra no conservada.
No vuelven a tenerse noticias hasta 1604, cuando un tal Jerónimo de Castro se comprometía a pagar en Murcia al padre del pintor por un San Vidal que Orrente había pintado para él. Se deduce que Pedro se hallaba ausente, quizá en Italia, no reapareciendo documentalmente hasta 1607, de nuevo en Murcia, concertando los servicios de una criada. En 1612, avecindado en Murcia, contrajo matrimonio y fechó la Bendición de Jacob de la colección Contini, obra ya plenamente bassanesca, además de dar poder a Angelo Nardi para que cobrase en su nombre un lienzo que había pintado para un platero de Madrid, lo que implica la existencia de una relación amistosa con el pintor italiano, a quien pudo conocer en la propia Italia o en algún viaje no documentado de Orrente a la corte, donde Nardi se había establecido en 1607.
Amigo de «mudar tierras», según dijo de él Jusepe Martínez, hacia 1616 debía de encontrarse en Valencia, donde pintó el monumental Martirio de San Sebastián de su catedral y rivalizó con Francisco Ribalta. Un año posterior es el Milagro de Santa Leocadia pintado para la catedral de Toledo, que cobró llamándose «vecino de Murcia». Es posible que en estos desplazamientos entre Murcia y Toledo parase algún tiempo en Cuenca, donde Cristóbal García Salmerón se demuestra estrecho seguidor de su obra y quizá discípulo. 

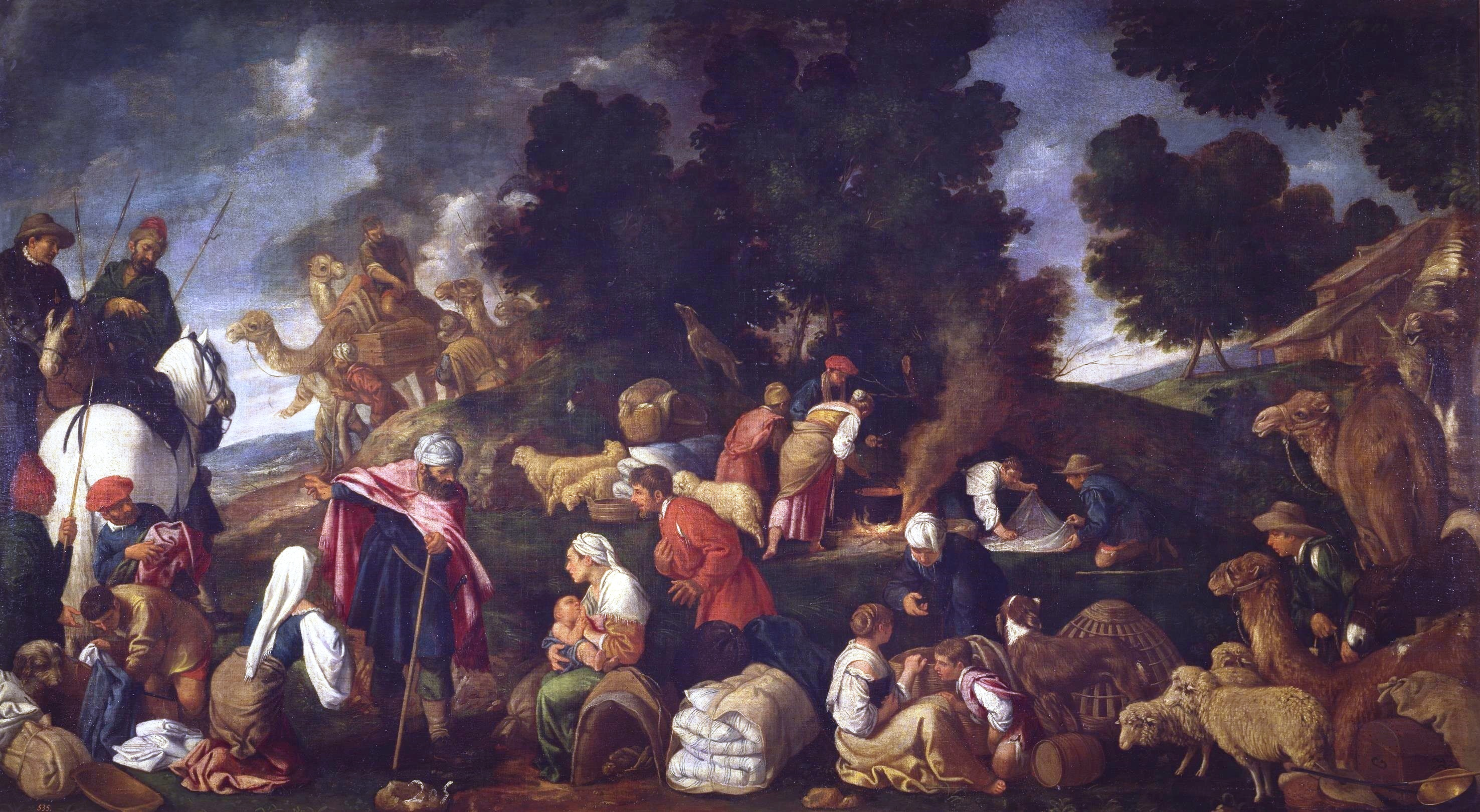
Labán da alcance a Jacob, óleo sobre lienzo, 116x209 cm, Museo del Prado. En la producción de Orrente destacan los temas del Antiguo Testamento tratados como escenas de género, siendo con estas obras con las que alcanzó mayor estimación entre sus contemporáneos.

En 1624 solicitó en Murcia ser admitido como Familiar del Santo Oficio, pero en 1626 se encontraba de nuevo en Toledo donde Alejandro de Loarte le nombró albacea testamentario y recibió como aprendiz a Juan de Sevilla, hijo del escultor Juan de Sevilla Villaquirán, el único discípulo documentado. Allí trabó amistad con Jorge Manuel Theotocópuli, hijo de El Greco, apadrinando junto con su esposa a dos de sus hijos en 1627 y 1629. Este mismo año, avecindado en Toledo, contrató el retablo mayor y colaterales del convento de franciscanos de Yeste (Albacete), parcialmente conservados, llamándosele en el documento pintor de Su Magestad, en alusión, quizá, a los cuadros de Orrente que por orden del conde-duque de Olivares habían sido empleados en la decoración del nuevo Palacio del Buen Retiro.
En 1630 cobró una cantidad muy estimable de la catedral de Toledo por un Nacimiento de Cristo pintado para la capilla de los Reyes Nuevos, en competencia con la Adoración de los Reyes de Eugenio Cajés, de la que salió, según Palomino, «muy ventajoso Orrente». Las noticias de su estancia en Toledo llegan hasta 1632, cuando contrató un retablo para el convento de San Antonio de Padua del que nada se conserva. En febrero de 1633 un despacho de la Inquisición en relación con su pretensión de obtener la familiatura se refiere a él y a su mujer como vecinos de Espinardo, localidad próxima a Murcia. La siguiente noticia es ya de 1638, encontrándosele en Murcia en propiedad de dos casas. Pero solo un año después había abandonado de nuevo la ciudad, pues un tal Lorenzo Suárez hubo de hacerse cargo del retablo de la Concepción que había dejado inconcluso. Parece probable que se trasladase a Valencia, donde el 17 de enero de 1645, viudo y sin hijos, y con una holgada situación económica, hizo testamento. Murió dos días más tarde, siendo enterrado en la iglesia de San Martín de aquella ciudad. Discípulos o seguidores suyos en esta etapa valenciana, según se aprecia en sus respectivas obras, fueron Esteban March, Pablo Pontons y el también murciano Mateo Gilarte.

## Estilo

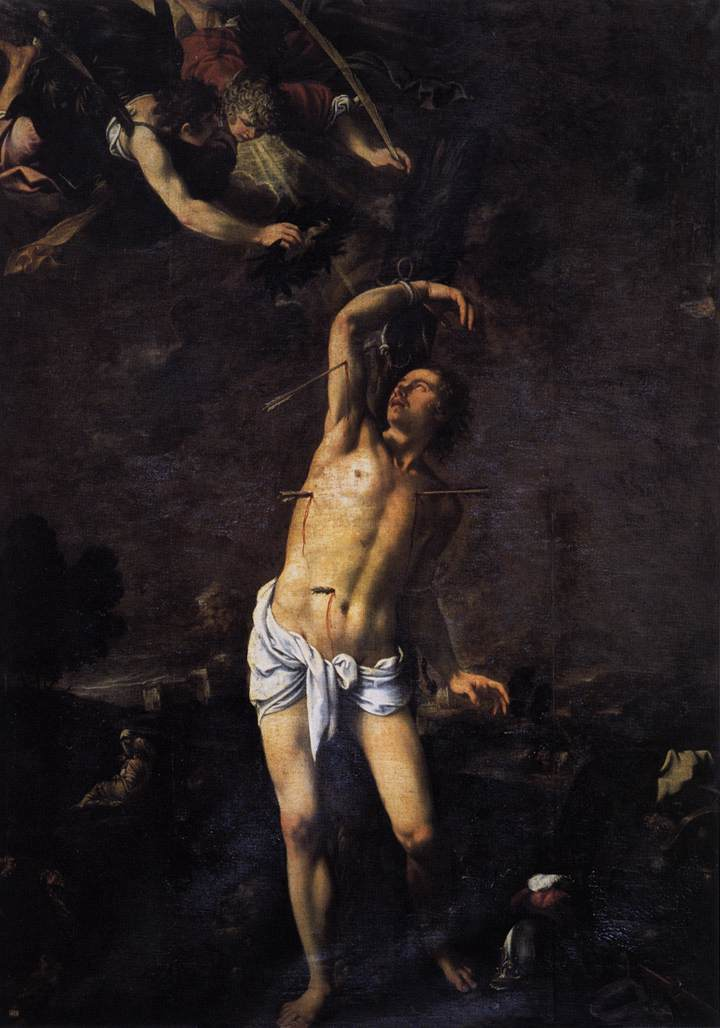
El martirio de San Sebastián, hacia 1616, óleo sobre lienzo, 306x219 cm, conservado en la catedral de Valencia. Se trata de la obra más monumental de Orrente, en la que se entrecruzan las influencias italianas presentes en su pintura: caravaggista en la fuerte iluminación lateral y veneciana en el paisaje. Para la figura del santo pudo, además, valerse del Sansón de Guido Reni en la Pinacoteca de Bolonia, conocido quizá a través de una estampa.

Orrente ha sido conocido como el «Bassano español». Ya en la colección de Carlos I de Inglaterra una de sus obras, una escena pastoril, aparecía asignada al «español que fue imitador del estilo del Bassan». Cincuenta años después de su muerte José García Hidalgo todavía le recordaba entre los grandes pintores como segundo Bassano y en mediocres versos aconsejaba al principiante en pintura «... de Velázquez, Murillo, y de Carreño / aprende colorido y historiado (.../...) De Orrente los ganados, y pastores».
El conocimiento de la obra de los Bassano en Toledo, donde sus cuadros eran copiados por Sánchez Cotán y citados con respeto por El Greco, hubo de influir sin duda en su determinación de marchar a Venecia, donde se encontraba en 1605. La influencia de los Bassano, y en particular de Leandro, resulta evidente no sólo en aspectos formales de su pintura sino, y sobre todo, en la configuración de  uno de los aspectos fundamentales de su producción artística: la transformación, con sentido comercial, de los temas bíblicos, en especial los tomados del Antiguo Testamento, en escenas de género de ambiente pastoril. 
Otros maestros venecianos dejaron también en él profunda huella. Muy significativa es la influencia del Veronés, perceptible en sus composiciones más complejas del Nuevo Testamento, con múltiples figuras e indumentarias vagamente orientales, tal como se puede encontrar en las Bodas de Caná de la parroquial de La Guardia (Toledo) o en los Calvarios, con sus cruces en posición oblicua. Los atrevidos escorzos de estos cuadros, así como los del gran cuadro de la Aparición de Santa Leocadia de la catedral de Toledo o el impresionante Martirio de Santiago el Menor del Museo de Bellas Artes de Valencia, con sus puntos de vista bajos, remiten por otra parte a la obra de Tintoretto, como señalara Lafuente Ferrari.
Pero Orrente, aunque bassanesco en la elección de los temas y en el tratamiento de los paisajes con iluminación crepuscular, en la ejecución se separa de lo veneciano, avanzando más en la dirección del naturalismo tenebrista. Así lo observó ya Francisco Pacheco, quien pudo conocer a Orrente durante su estancia en Toledo en 1611. Al tratar de la pintura de animales el suegro de Velázquez decía en este sentido que era un «género de pintura [que] ha acreditado en España nuestro Pedro Rente aunque se diferencia en el modo del Basan y hace manera suya conocida por el mismo natural». En obras como el San Sebastián de la catedral de Valencia, con un paisaje veneciano, el modelado escultórico y la intensa iluminación ponen de manifiesto el conocimiento de la obra de Caravaggio o, cuando menos, de los maestros caravaggistas, interpretados por Orrente de un modo semejante a como lo hará su contemporáneo Luis Tristán. También es semejante su tratamiento del color, con la reducción de la suntuosidad veneciana a una gama apagada de ocres terrosos y tonalidades tostadas interrumpidas ocasionalmente por solo alguna mancha de verde o rojo intenso y blanco brillante.

## Obra

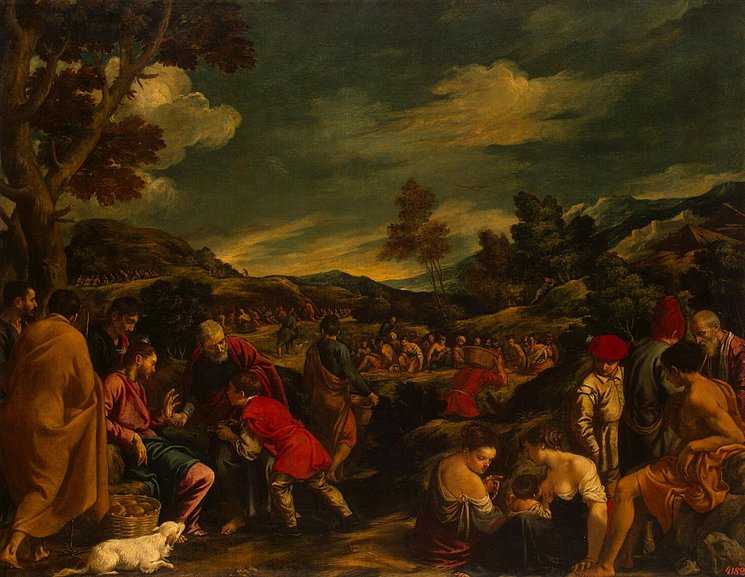
La multiplicación de los panes y los peces, hacia 1613, óleo sobre lienzo, 107x138 cm, San Petersburgo, Museo del Hermitage. Obra de concepción bassanesca en la amplitud de su paisaje poblado por múltiples figuras de dibujo preciso.

Las obras de Orrente de atribución segura, firmadas en muchos casos, junto con las de su taller o escuela, son muy abundantes, pero al estar raramente fechadas resulta difícil hablar de evolución dentro de un estilo que, por lo demás, aparece en lo fundamental uniforme. En el conjunto de su numerosa producción destacan los lienzos de temas bíblicos con amplios paisajes tratados como escenas de género de carácter pastoril, con un detenido estudio de los muchos animales y accesorios presentes, lienzos sobre los que asentó su prestigio como el «Bassano español». Pero Orrente fue autor también de grandes cuadros de altar, de composición compleja y con grandes figuras llenando el espacio, como ya observó Jusepe Martínez al apuntar, que «aunque el Bassan se ejercitó más en hacer figuras medianas, nuestro Orrente tomó la manera mayor, en que dio a conocer su grande espíritu».
Fue autor, además, de algunas series de fábulas mitológicas extraídas de las Metamorfosis de Ovidio, dos de las cuales estaban en poder del marqués de Leganés y otra es citada por Antonio Palomino en Madrid, en poder de un particular, diciendo de ella que es «cosa excelente». De este aspecto peor conocido de su producción únicamente han subsistido Céfalo y Procris (Murcia, Museo de Bellas Artes) y Cadmo llega al lugar designado por el oráculo (colección particular madrileña) en los que muestra unos tipos cotidianos cercanos a los de sus temas bíblicos y alejados de cualquier aspecto heroico, y el redescubierto Nacimiento de Adonis, publicado en 2021 y adquirido por el Museo del Prado dos años después. Procedente de la colección del marqués de Leganés, de la que pasó a la del conde de Altamira, donde ya se atribuía a Orrente, en su composición, con Mirra transformándose en árbol al tiempo de dar a luz a Adonis, el murciano se sirvió de la ilustración de un Ovidio del siglo XVI adaptada a su característica paleta cromática.

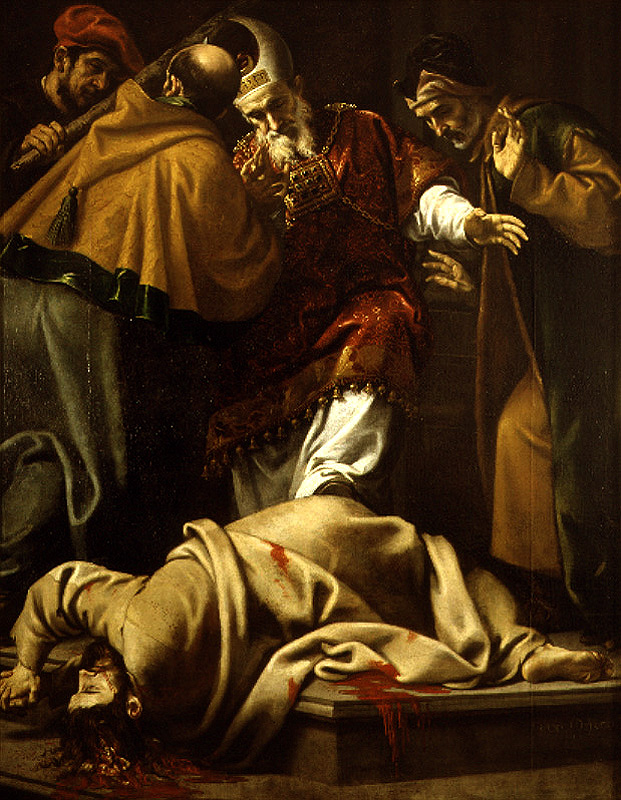
Martirio de Santiago el Menor, 1639. Óleo sobre lienzo, 204,7 x 158,8 cm, Museo de Bellas Artes de Valencia.

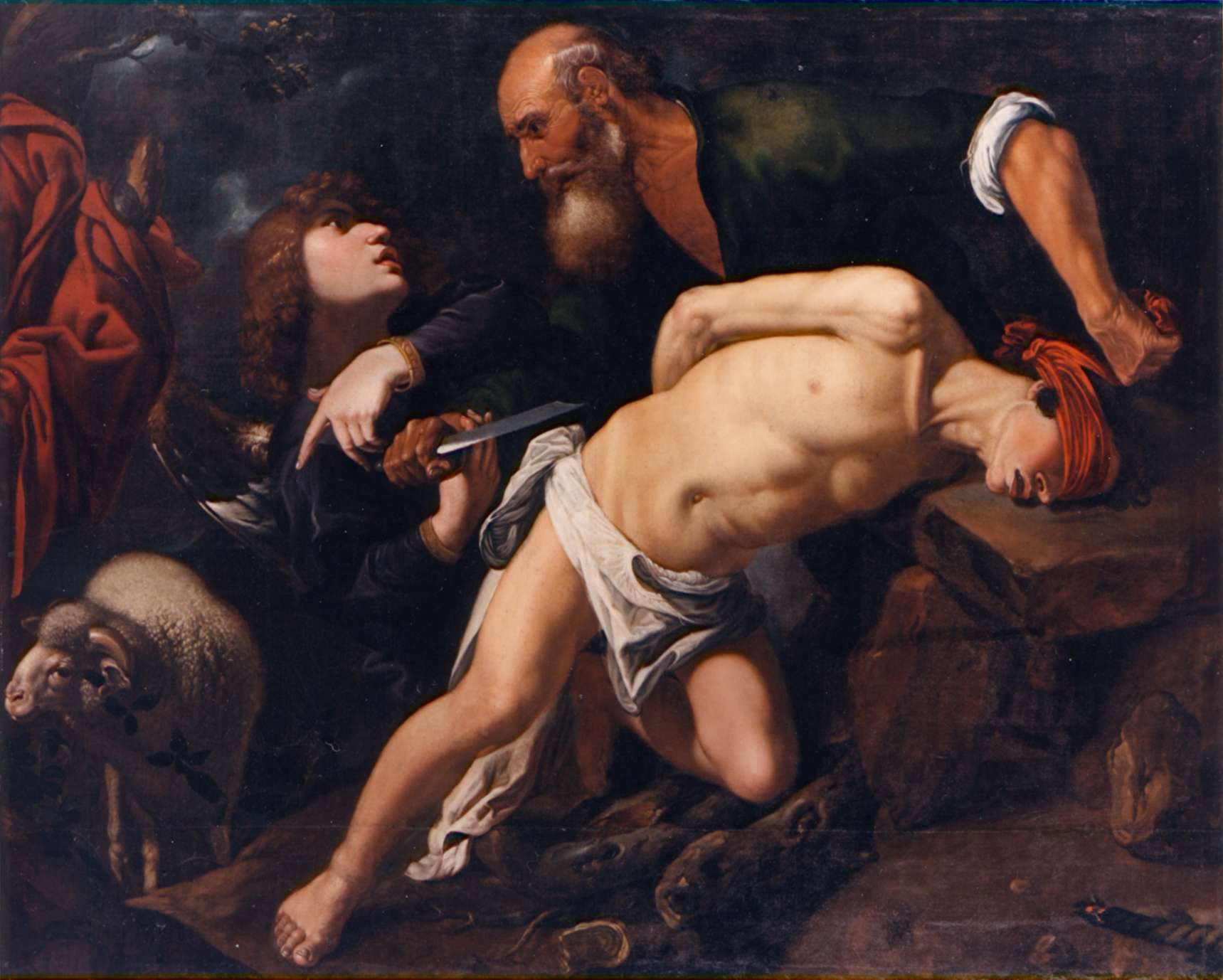
El sacrificio de Isaac, hacia 1616, óleo sobre lienzo, 133x167 cm, Museo de Bellas Artes de Bilbao. Obra de fuerte carácter caravaggista repetidamente copiada en el ámbito valenciano, donde gozó de enorme fortuna.

La primera obra de datación segura de entre las conservadas, como se ha indicado, la Bendición de Jacob de la colección Contini, fechada en 1612, es ya obra próxima a los Bassano y es esa la influencia más perdurable en su obra, igualmente perceptible, como ya señalara Palomino, en el conmovedor (y un tanto truculento) Martirio de Santiago el Menor, del Museo de Bellas Artes de Valencia, con sólo cinco figuras grandes ocupando todo el espacio, pero con un tratamiento de la materia de calidades aterciopeladas y colores densos plenamente venecianos. Pero es en sus series bíblicas, con ciclos dedicados a Jacob, Abraham y Noé, entre los motivos tomados del Antiguo Testamento, y los milagros de Cristo extraídos del Nuevo, donde la huella de lo bassanesco es más profunda y, también, su personal y rica inventiva, apegada a lo cotidiano a fin de hacer verosímil el hecho narrado. En esas composiciones de gabinete de tamaño mediano, situadas en variados escenarios, muy aptas según Palomino para los «estrados» y salas de casas particulares, pobladas por numerosas y vivaces figuras de pequeño tamaño con su acompañamiento de animales domésticos y objetos de naturaleza muerta tratados con una minuciosidad detallista a veces un tanto seca, pero con toques sueltos de luz en las lanas de las ovejas, se pone de manifiesto su habilidad narrativa y es en ellas en las que se asentó su fama, siendo muchos, como decía Pacheco, los pintores mediocres que «se sustentan con sus copias», algunos, como Mateo Orozco, conocidos por sus nombres.
De entre las piezas que formaron parte de estos ciclos conservados más o menos completos en diversos lugares y algunas conocidas por varios ejemplares, cabría destacar el Labán dando alcance a Jacob del Museo del Prado, por el amplio desarrollo de su paisaje sabiamente iluminado, o la Multiplicación de los panes y los peces del museo del Ermitage de San Petersburgo, que con La entrada en Jerusalén del mismo museo o las Bodas de Canaa de la parroquial de La Guardia, muestran unos colores claros y un gusto por la precisión en el dibujo del desnudo que podrían recordar a Maino, influencia evidente también en los mendigos en reposo de La curación del paralítico de Orihuela.
Un problema particular relacionado con la ausencia de dataciones seguras lo plantean algunas obras en las que se han advertido influencias del Greco. Pertenecen a este grupo un conjunto de pinturas localizadas en Toledo, tales como el Bautismo de Cristo, del retablo de los Carmelitas, con unas proporciones en las figuras inusualmente largas, el San Juan Bautista en pie de la catedral y el San Juan Bautista junto a una fuente del Museo de Santa Cruz, o la Asunción de la Virgen del marqués de Auñón que, descartado un aprendizaje junto al cretense, podrían llevarse a la década de 1620, cuando también en la obra de Tristán se advierte un retorno a modelos del Greco, y ponerse en relación con la documentada amistad con Jorge Manuel. En obras más tardías, como la Adoración de los pastores y la Epifanía del retablo de Yeste, fechado en 1629, el ticianesco Martirio de San Lorenzo de la iglesia de San Esteban de Valencia, inspirado en el lienzo de El Escorial, o La curación del paralítico del Museo de Arte Sacro de Orihuela y Colegio del Patriarca, obras que pudo realizar en la posterior etapa valenciana, nada queda ya de los tipos humanos del Greco y la amplitud espacial se puede explicar mejor por el conocimiento de los grandes maestros venecianos.
En otros lienzos de grandes dimensiones y destinados a la devoción, como los citados Martirio de San Sebastián de la catedral de Valencia y Milagro de Santa Leocadia de la catedral toledana, la luz dirigida es francamente tenebrista, con ecos de las obras de Carlo Saraceni pintadas para la misma catedral de Toledo, sin apartarse, al mismo tiempo, de la iluminación veneciana en algún contraluz o en la sugestión del paisaje disipando las sombras del fondo en el San Sebastián. De una fecha próxima a este último ha de ser el Sacrificio de Isaac del Museo de Bellas Artes de Bilbao, probablemente pintado en Valencia donde se conocen algunas copias, en el que del mismo modo se funde lo bassanesco y veneciano con el tenebrismo más avanzado, con amplias repercusiones en la obra de los pintores ribaltescos y en especial sobre el más joven de ellos, Juan Ribalta.